# Perr Schuurs
Perr Schuurs (nascut el 26 de novembre de 1999) és un futbolista professional neerlandès que juga com a defensa central pel Torino FC.

## Estadístiques
A de 18 de juny de 2019 
| Club            | Temporada       | Lliga          | Lliga   | Lliga | KNVB Beker | KNVB Beker | Europa  | Europa | Altres  | Altres | Total   | Total |
| Club            | Temporada       | Divisió        | Partits | Gols  | Partits    | Gols       | Partits | Gols   | Partits | Gols   | Partits | Gols  |
| --------------- | --------------- | -------------- | ------- | ----- | ---------- | ---------- | ------- | ------ | ------- | ------ | ------- | ----- |
| Fortuna Sittard | 2016–17         | Eerste Divisie | 24      | 2     | 0          | 0          | –       | –      | 0       | 0      | 24      | 2     |
| Fortuna Sittard | 2017–18         | Eerste Divisie | 17      | 5     | 3          | 0          | –       | –      | 0       | 0      | 20      | 5     |
| Fortuna Sittard | 2017–18 (cedit) | Eerste Divisie | 16      | 3     | 0          | 0          | –       | –      | 0       | 0      | 16      | 3     |
| Fortuna Sittard | Total           | Total          | 57      | 10    | 3          | 0          | 0       | 0      | 0       | 0      | 60      | 10    |
| Jong Ajax       | 2018–19         | Eerste Divisie | 29      | 4     | –          | –          | –       | –      | 0       | 0      | 29      | 4     |
| AFC Ajax        | 2018–19         | Eredivisie     | 1       | 0     | 3          | 1          | 0       | 0      | 0       | 0      | 4       | 1     |
| Total           | Total           | Total          | 87      | 14    | 6          | 1          | 0       | 0      | 0       | 0      | 93      | 15    |